# Lay (Fluss)
Der Lay (im Oberlauf: Grand Lay) ist ein Küstenfluss in Frankreich, der im Département Vendée, in der Region Pays de la Loire verläuft. Er entspringt im Gemeindegebiet von Saint-Pierre-du-Chemin unter dem Namen Grand Lay, entwässert generell in südwestlicher Richtung und nimmt im Ort L’Assemblée des Deux Lay (Gemeinde La Réorthe) den Nebenfluss Petit Lay auf. Ab hier wird er nur mehr mit dem Namen Lay bezeichnet. Er passiert den Regionalen Naturpark Marais Poitevin und mündet nach rund 120 Kilometern bei L’Aiguillon-sur-Mer in den Atlantik.

## Orte am Fluss
(in Fließreihenfolge)
- Réaumur
- La Meilleraie-Tillay
- Saint-Prouant
- Chantonnay
- La Réorthe
- Moutiers-sur-le-Lay
- Mareuil-sur-Lay, Gemeinde Mareuil-sur-Lay-Dissais
- Curzon
- La Faute-sur-Mer
- L’Aiguillon-sur-Mer